# Collegio uninominale Campania 2 - 05 (2020)
Il collegio elettorale uninominale Campania 2 - 05 è un collegio elettorale uninominale della Repubblica Italiana per l'elezione della Camera dei deputati.

## Territorio
Come previsto dalla legge n. 51 del 27 maggio 2019, il collegio è stato definito tramite decreto legislativo all'interno della circoscrizione Campania 2.
È formato dal territorio di 26 comuni della provincia di Salerno: Amalfi, Angri, Atrani, Castel San Giorgio, Cetara, Conca dei Marini, Corbara, Furore, Maiori, Minori, Nocera Inferiore, Nocera Superiore, Pagani, Positano, Praiano, Ravello, Roccapiemonte, San Marzano sul Sarno, San Valentino Torio, Sant'Egidio del Monte Albino, Sarno, Scafati, Scala, Siano, Tramonti e Vietri sul Mare .
Il collegio è parte del collegio plurinominale Campania 2 - 02.

## Eletti
| Elezione | Elezione | Deputato                | Partito           |
| -------- | -------- | ----------------------- | ----------------- |
|          | 2022     | Maria Immacolata Vietri | Fratelli d'Italia |

## Dati elettorali

### XIX legislatura
Come previsto dalla legge elettorale, 147 deputati sono eletti con sistema a maggioranza relativa in altrettanti collegi uninominali a turno unico.
| Candidati                                 | Candidati                         | Voti    | %     | Liste                                                | Voti    | %     |
| ----------------------------------------- | --------------------------------- | ------- | ----- | ---------------------------------------------------- | ------- | ----- |
|                                           | Maria Immacolata Vietri ✔️ Eletto | 52 133  | 38,93 | Fratelli d'Italia                                    | 31 955  | 23,86 |
| Forza Italia                              | Maria Immacolata Vietri ✔️ Eletto | 52 133  | 38,93 | 15 048                                               | 11,24   |       |
| Lega per Salvini Premier                  | Maria Immacolata Vietri ✔️ Eletto | 52 133  | 38,93 | 4 697                                                | 3,51    |       |
| Noi moderati/Lupi - Toti - Brugnaro - UDC | Maria Immacolata Vietri ✔️ Eletto | 52 133  | 38,93 | 433                                                  | 0,32    |       |
|                                           | Virginia Villani                  | 37 484  | 27,99 | Movimento 5 Stelle                                   | 37 484  | 27,99 |
|                                           | Paola Lanzara                     | 31 594  | 23,59 | Partito Democratico-IDP                              | 24 441  | 18,25 |
| Alleanza Verdi e Sinistra                 | Paola Lanzara                     | 31 594  | 23,59 | 3 167                                                | 2,37    |       |
| +Europa                                   | Paola Lanzara                     | 31 594  | 23,59 | 2 482                                                | 1,85    |       |
| Impegno Civico - Centro Democratico       | Paola Lanzara                     | 31 594  | 23,59 | 1 504                                                | 1,12    |       |
|                                           | Imma Zinnia                       | 5 910   | 4,41  | Azione - Italia Viva - Calenda                       | 5 910   | 4,41  |
|                                           | Erminia Maiorino                  | 2 374   | 1,77  | Unione Popolare                                      | 2 374   | 1,77  |
|                                           | Francesco Metropoli               | 1 417   | 1,06  | Italexit                                             | 1 417   | 1,06  |
|                                           | Mario Sommella                    | 1 058   | 0,79  | Italia Sovrana e Popolare                            | 1 058   | 0,79  |
|                                           | Vincenzo Trezza                   | 883     | 0,66  | Noi di Centro – Europeisti                           | 883     | 0,66  |
|                                           | Pasquale Sorrentino               | 646     | 0,48  | Partito Animalista Italiano – UCDL – 10 Volte Meglio | 646     | 0,48  |
|                                           | Stefania Giannattasio             | 404     | 0,30  | Vita                                                 | 404     | 0,30  |
| Totale                                    | Totale                            | 133 903 | 100   |                                                      | 133 903 | 100   |
|                                           |                                   |         |       |                                                      |         |       |
| Schede bianche                            | Schede bianche                    | 2 846   | 2,02  |                                                      |         |       |
| Schede nulle                              | Schede nulle                      | 4 308   | 3,05  |                                                      |         |       |
| Votanti                                   | Votanti                           | 141 057 | 55,32 |                                                      |         |       |
| Elettori                                  | Elettori                          | 254 987 |       |                                                      |         |       |